# Tschingis Aitmatow

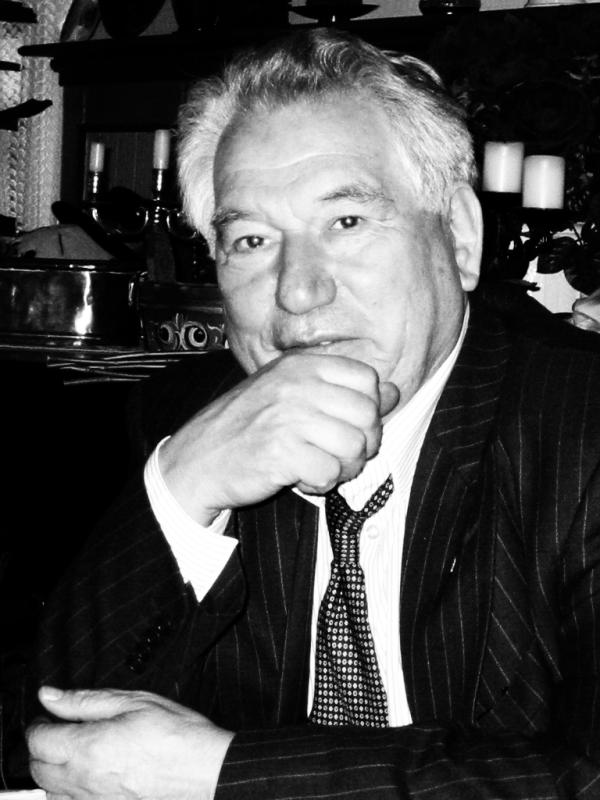
Tschingis Aitmatow, 2003

Tschingis Torekulowitsch Aitmatow (russisch Чингиз Торекулович Айтматов, kirgisisch Чыңгыз Төрөкулович Айтматов, Tschynggys Törökulowitsch Aitmatow; * 12. Dezember 1928 in Scheker, Kirgisische ASSR, Sowjetunion; † 10. Juni 2008 in Nürnberg, Deutschland) war ein sowjetisch-kirgisischer Schriftsteller und Diplomat, der hauptsächlich in russischer Sprache schrieb.

## Leben
Tschingis Aitmatow wurde im Norden Kirgisistans nahe der kasachischen Grenze im Dorf Scheker (Oblus Talas) geboren. Sein Vater war dort Verwaltungsbeamter, seine Mutter Nagima Chasijewna, eine gebürtige Tatarin, war Schauspielerin am örtlichen Theater. In seiner Kindheit zog er, wie damals die meisten Kirgisen, mit seiner Familie und den Tieren des Klans von Weide zu Weide. 1937 wurde sein Vater Torekul Aitmatow, der vorher 2. Sekretär des ZK der Kommunistischen Partei Kirgisiens war, während der stalinschen Säuberungen wegen „bürgerlichen Nationalismus“ verhaftet und 1938 hingerichtet.
Aitmatow begann sein Arbeitsleben mit 14 Jahren als Gehilfe des Sekretärs des Selsowets. Darauf folgten Tätigkeiten als Steuereintreiber, Lagerarbeiter und Maschinistenassistent. Da Kirgisistan zu dieser Zeit eine Sowjetrepublik war, hatte Aitmatow die Gelegenheit, an der neu eingerichteten russischen Schule in Scheker zu lernen und sich für ein Studium zu qualifizieren. 1946 begann er mit dem Studium der Veterinärmedizin, zunächst an der technischen Hochschule im nahe gelegenen kasachischen Dschambul und dann bis 1953 am kirgisischen Landwirtschaftsinstitut in Frunse.
Seine literarische Tätigkeit begann 1951 mit Übersetzungen kirgisischer Prosa ins Russische; er arbeitete jedoch noch bis zum Erscheinen seiner ersten Erzählung am Wissenschaftlichen Forschungsinstitut von Kirgisistan.
1956 begann er mit einem Studium am Maxim-Gorki-Literaturinstitut in Moskau, wo er bis 1958 lebte. 1957 wurde er in den sowjetischen Schriftstellerverband aufgenommen. Danach arbeitete er acht Jahre für die Parteizeitung Prawda.
Aitmatow ist Träger verschiedener Preise, unter anderen des Leninpreises 1963, des Staatspreises 1968, 1977, 1983. Ferner wurde er als Nationalschriftsteller Kirgisistans und als Held der sozialistischen Arbeit 1978 ausgezeichnet.
Er war Abgeordneter im Obersten Sowjet der UdSSR, Mitglied des ZK der Kommunistischen Partei Kirgisistans sowie Mitglied des Sekretariats der Schriftstellerunion und der Kinematografen-Union, außerdem Präsidiumsmitglied des Sowjetischen Solidaritätskomitees mit den Staaten Asiens und Afrikas.
Aitmatow war Chefredakteur der Zeitschrift Inostrannaja literatura (Иностранная литература, deutsch ‚Ausländische Literatur‘) und Initiator der internationalen Intellektuellenbewegung „Issyk-Kul-Forum“ (Иссыккульский форум).

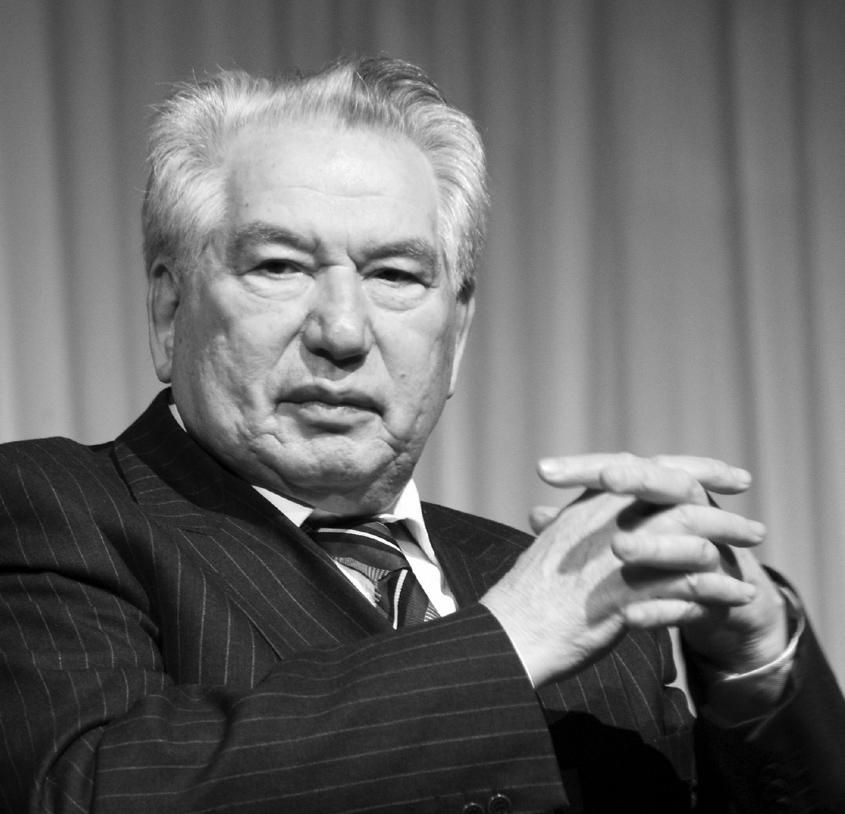
Aitmatow 2007

Von 1988 bis 1990 war Aitmatow Vorsitzender des kirgisischen Autorenverbandes. In der Zeit der Perestroika war er als parlamentarischer Vertreter (Oberster Sowjet der UdSSR) aktiv, seit Ende 1989 auch als Berater Michail Gorbatschows. 1990 wurde er der letzte sowjetische Botschafter in Luxemburg.
Danach war er bis März 2008 Botschafter für Kirgisistan in Frankreich und den Benelux-Staaten und lebte in Brüssel. Bei der Preisverleihung des Aleksandr-Men-Preises im Jahre 1998 bezeichnete er den Aufbau einer friedensliebenden Kultur im Gegensatz zum Kriegskult als die höchste Aufgabe der Menschheit.
Nachdem der an Diabetes erkrankte Aitmatow bei Dreharbeiten im Wolgagebiet im Mai einen Schwächeanfall erlitten hatte, verstarb er am 10. Juni 2008 im Nürnberger Klinikum nach drei Wochen an den Folgen einer schweren Lungenentzündung. Begraben wurde er bei einem Staatsbegräbnis mit mehr als 20.000 Besuchern auf dem Gelände der Gedenkstätte Ata-Bejit.

## Werk
Aitmatows erstes und bekanntestes Werk ist die später erfolgreich verfilmte Erzählung Djamila über Ereignisse im Sommer des Kriegsjahres 1943 in Kirgisistan. Louis Aragon übersetzte sie ins Französische und schrieb in seinem Vorwort: „[…] für mich ist es die schönste Liebesgeschichte der Welt.“ In der DDR gehörte das Werk zur Pflichtlektüre an den Schulen. Hannes Wader ließ sich von ihr zu seinem Lied Am Fluss inspirieren.
Am 31. August 1973 erschien in der Parteizeitung Prawda ein offener Brief einer Gruppe bekannter sowjetischer Schriftsteller im Zusammenhang mit den „antisowjetischen Handlungen und dem Auftreten Alexander Solschenizyns und Andrei Sacharows“, der von Aitmatow mitunterzeichnet war.
Im Verlauf der 1970er Jahre distanzierte er sich vom sozialistischen Realismus; sein Roman Der Richtplatz (auch: Die Richtstatt) gab 1987 wichtige literarische Impulse für die Perestroika.
In seinen Erzählungen spielen kirgisische Tradition und Kultur eine tragende Rolle. Den Kontrast zwischen dem harten, mit der Natur verbundenen Leben des ehemaligen Nomadenvolkes und dem Kolchos-Alltag in der Sowjetunion beschreibt Aitmatow gefühlvoll, poetisch und mit erzählerischer Kraft. In seinen neueren Werken kritisierte er konsequent die menschliche Ignoranz und die damit verbundene Zerstörung der Natur. Auf Bitten des Naturschutzbundes Deutschland übernahm er die Schirmherrschaft der Vereinigung zum Schutz der Schneeleoparden.

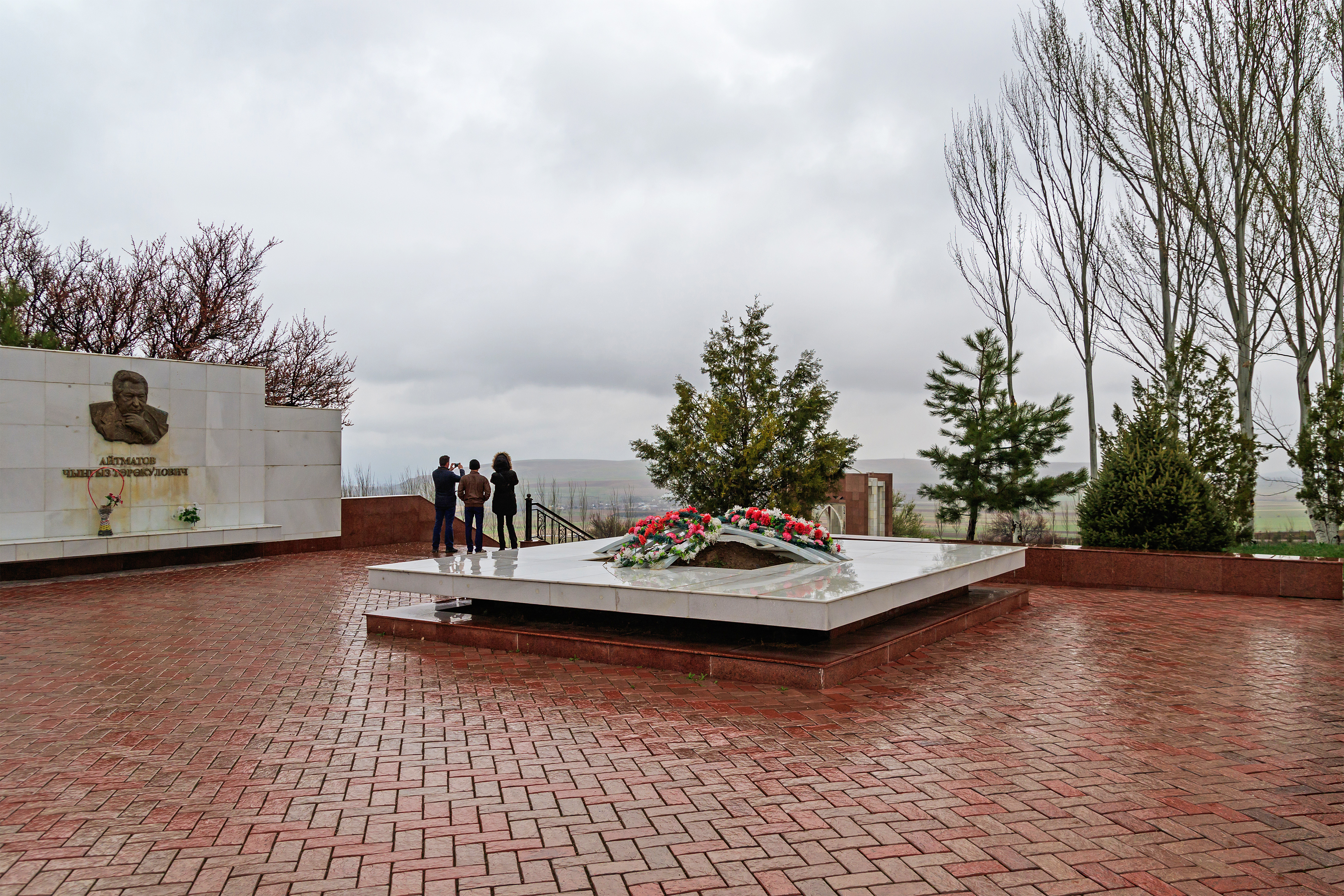
Grab Aitmatows auf der Gedenkstätte Ata-Bejit bei Bischkek

„Dank umfassender Erkenntnisse und der zielgerichteten Nutzung vieler objektiver Gesetze der materiellen Welt hat die Menschheit ein hohes Niveau der technischen und technologischen Entwicklung erreicht. Im Bestreben, die modernsten Errungenschaften des wissenschaftlich-technischen Fortschritts im Leben auch anzuwenden, hat die Menschheit jedoch zugleich ihre geistig-sittliche Sphäre aus dem Blickfeld verloren, genauer gesagt: Sie hat diesen Bereich, der ebenfalls existiert und sich nach bestimmten Gesetzen entwickelt, weitgehend ignoriert. Diese Gesetze sind nicht weniger objektiv als die der materiellen Welt. Hierbei wurde ein fundamentales Gesetz des Universums verletzt, das da lautet: Das Niveau der geistigen und sittlichen Entwicklung der menschlichen Gemeinschaft sollte stets ein wenig höher sein als das Niveau des wissenschaftlich-technischen Fortschritts. Nur dann erwächst aus den großartigen Leistungen der Wissenschaft und Technik auch die Verantwortung für das allgemeine Wohl der Menschen, für die Vorsorge vor Hunger, Verelendung und Krankheiten in den verschiedenen Teilen des Erdballs.“

### Erzählungen und Novellen
- Der Sypaitschi (russischer Originaltitel: Сыпайчи, 1953), aus dem Russischen von Charlotte Kossuth, in: Tschingis Aitmatow. Novellen – Erzählungen – Autobiographie. Verlag Volk und Welt, Berlin 1974.
- Weißer Regen (kirgisischer Originaltitel: Ак жаан, 1954), aus dem Russischen von Charlotte Kossuth, in: Tschingis Aitmatow. Novellen – Erzählungen – Autobiographie. Verlag Volk und Welt, Berlin 1974.
- Rivalen (kirgisischer Originaltitel: Тунку сугат, 1955), aus dem Russischen von Charlotte Kossuth, in: Tschingis Aitmatow. Novellen – Erzählungen – Autobiographie. Verlag Volk und Welt, Berlin 1974.
- Am Fluß Baidamtal (kirgisischer Originaltitel: Асма көпурө, 1955), aus dem Russischen von Charlotte Kossuth, in: Tschingis Aitmatow. Novellen – Erzählungen – Autobiographie. Verlag Volk und Welt, Berlin 1974.
- Aug in Auge (kirgisischer Originaltitel: Бетме дет, 1957), aus dem Russischen von Hartmut Herboth, in: Tschingis Aitmatow. Novellen – Erzählungen – Autobiographie. Verlag Volk und Welt, Berlin 1974.
- Dshamila (Жамийла, 1958)
- Das Kamelauge (Верблюжий глаз, 1961)
- Du meine Pappel im roten Kopftuch (russische Originalausgabe 1961: Тополёк мой в красной косынке, kirgisischer Titel: Кызыл Жоолук Жалжалым), aus dem Russischen von Juri Elperin, in: Tschingis Aitmatow. Novellen – Erzählungen – Autobiographie. Verlag Volk und Welt, Berlin 1974.
- Der erste Lehrer (Первый учитель, 1962)
- Der Weg des Schnitters/Goldspur der Garben (1963)
- Der rote Apfel (kirgisischer Originaltitel: Кысыл алма, 1964), aus dem Russischen von Charlotte Kossuth, in: Tschingis Aitmatow. Novellen – Erzählungen – Autobiographie. Verlag Volk und Welt, Berlin 1974.
- Das Wiedersehen mit dem Sohn (russischer Originaltitel: Свидание с сыном, 1964), aus dem Russischen von Charlotte Kossuth, in: Tschingis Aitmatow. Novellen – Erzählungen – Autobiographie. Verlag Volk und Welt, Berlin 1974.
- Der Soldatenjunge (russischer Originaltitel: Сын солдата, 1965), aus dem Russischen von Charlotte Kossuth, in: Tschingis Aitmatow. Novellen – Erzählungen – Autobiographie. Verlag Volk und Welt, Berlin 1974.
- Abschied von Gülsary/Wirf die Fesseln ab, Gülsary (Прощай, Гульсары!, 1967 – siehe Verfilmung unten!)
- Der weiße Dampfer (Белый пароход, 1970)
- Frühe Kraniche (Ранние журавли, 1975)
- Die Träume der Wölfin (1985)[10]
- Die Klage des Zugvogels (Erzählungen, 1990)
- Die weiße Wolke des Tschingis Khan (Белое облако Чингисхана, 1990)
- Akbara und andere Märchen (Verlag Faber & Faber, Leipzig, 1997), aus dem Russischen von Friedrich Hitzer. ISBN 978-3-928660-92-1
- Tiergeschichten (aus verschiedenen Werken) ausgewählt von I. Gutschke. Unionsverlag Zürich 2020, ISBN 978-3-293-00560-0

### Romane
- Der Junge und das Meer (anderer Titel: Scheckiger Hund, der am Meer entlangläuft) („Пегий пес, бегущий краем моря“, 1977)
- Ein Tag länger als das Leben („И дольше века длится день“, 1981, später auch „Буранный полустанок“), in der DDR 1982 unter dem Titel Der Tag zieht den Jahrhundertweg erschienen. Später wurde der Roman um ein Kapitel erweitert und unter Ein Tag länger als ein Leben herausgegeben, ISBN 978-3-293-20262-7.
- Die Richtstatt (westdeutscher Titel: Der Richtplatz) („Плаха“, 1986)
- Das Kassandramal („Тавро Кассандры“, 1994)
- Der Schneeleopard („Когда падают горы (Вечная невеста)“, wörtlich Wenn die Berge stürzen (Die ewige Braut), 2006)[11]

### Dramen
- Der Aufstieg auf den Fudschijama („Восхождение на Фудзияму“, 1973, mit Kaltai Muchamedschanow)

### Sonstiges
- Verantwortung für die Zukunft. Artikel (1967)
- Meinst Du, die Russen wollen Krieg? Sowjetische Schriftsteller über Krieg und Frieden. (Hrsg.) (1988)
- Begegnungen am Fudschijama. Ein Dialog mit Daisaku Ikeda (1992)
- Liebeserklärung an den blauen Planeten – Begegnung mit Bahai. Essays und Gespräche (1993)
- Kindheit in Kirgisien. Erinnerungen (1998)

## Verfilmungen
- 1961: Der Pass (Перевал) – Regie: Andrei Sacharow (nach der Novelle Du meine Pappel im roten Kopftuch)
- 1963: Schwüle (Зной) – Regie: Larissa Schepitko (nach der Novelle Das Kamelauge)
- 1965: Der erste Lehrer (Первый учитель) – Regie: Andrei Kontschalowski
- 1969: Abschied von Gulsary (Бег иноходца) – Regie: Sergei Urussewski
- 1969: Sehnsucht nach Djamila (Джамиля) – Regie: Irina Poplawskaja
- 1975: Der rote Apfel (Красное яблоко) – Regie: Tolomusch Okejew
- 1976: Der weiße Dampfer (Белый пароход) – Regie: Bolot Schamschijew
- 1978: Du meine Pappel im roten Kopftuch (Тополёк мой в красной косынке) – Regie: Atıf Yılmaz
- 1979: Frühe Kraniche (Ранние журавли) – Regie: Bolot Schamschijew
- 1988: Der Sandsturm (Смерч) – Regie: Bako Sadykow
- 1989: Der scheckige Hund (Пегий пес, бегущий краем моря) – Regie: Karen Geworkjan
- 1990: Mankurt (Манкурт) – Regie: Hojaguly Narlyýew

## Hörspielversionen
- 1963: Der Kamelauge-Brunnen (Зной) – Bearbeitung: Heiner Müller, Regie: Fritz Göhler (nach der Novelle Das Kamelauge) – Rundfunk der DDR
- 1970: Die Straße des Sämanns – Regie: Werner Grunow  – Rundfunk der DDR
- 1976: Der Aufstieg auf den Fudschijama – Bearbeitung und Dramaturgie: Mechthild Schäfer, Regie: Peter Groeger – Rundfunk der DDR, Erstsendung abgesetzt und erst 13 Jahre später, im Dezember 1989 erfolgt.[12]
- 1980: Frühe Kraniche (Ранние журавли) – Regie: Horst Liepach – Rundfunk der DDR
- 1985: Tschypalak, der Däumling – Regie: Norbert Speer – Rundfunk der DDR
- 1986: Der Aufstieg auf den Fudschijama – Regie: Otto Draeger – SWF
- 1988: Das Lied von der Eule Lua – Regie: Achim Scholz – Rundfunk der DDR

## Hörbücher
- Der Junge und das Meer, gelesen von Gert Westphal, Hamburg, Litraton, 1996, 4 CDs, ISBN 3-89469-923-X
- Dshamilja, gelesen von Gert Westphal, Hamburg, Litraton, 1997, 2 CDs, ISBN 3-89469-928-0
- Der erste Lehrer, gelesen von Harald Eggebrecht, München, Kunstmann, 2001, 2 CDs, ISBN 3-88897-289-2
- Du meine Pappel im roten Kopftuch, gelesen von Rudolf Kowalski und Günter Lamprecht, Berlin, Der Audioverlag, 2003, 2 CDs, ISBN 3-89813-256-0
- Dshamilja, Ulrich Matthes liest Aitmatow, München, Süddeutsche Zeitung, 2006, 3 CDs, ISBN 978-3-86615-364-6
- Der weiße Dampfer, gelesen von Dieter Wien, Hamburg, GoyaLit, 2007, 4 CDs, ISBN 978-3-8337-1884-7
- Der Schneeleopard, gelesen von Dieter Wien, Hamburg, GoyaLit, 2007, 6 CDs, ISBN 978-3-8337-1856-4
- Dshamilja: eine inszenierte Lesung mit Thomas Rühmann und Tobias Morgenstern, Berlin, BuschFunk, 2013, 1 CD, ISBN 978-3-944058-29-0
- Ein Tag länger als ein Leben, gelesen von Uwe Friedrichsen, Der Audio Verlag Berlin 2018, 1 mp3CD, ISBN 978-3-7424-0422-0

## Ehrungen und Auszeichnungen
- 1968, 1977 und 1983 Staatspreis der UdSSR
- 1998 Alkesandr-Men-Preis: Aus der Rede des Preisträgers (Memento vom 23. Februar 2018 im Internet Archive)
- 2006 Offizier des Ungarischen Verdienstordens

2023 wurde der Rajon Aitmatow, in dem er geboren wurde, nach ihm benannt.